# Jesus dyre Jesus
Jesus dyre Jesus är en sång med text från 1880 av Harry Davis och musik av Robert Lowry.

## Publicerad i
- Frälsningsarméns sångbok 1929 som nr 200 under rubriken "Helgelse - Överlåtelse och invigning".
- Frälsningsarméns sångbok 1968 som nr 179 under rubriken "Helgelse".
- Frälsningsarméns sångbok 1990 som nr 621 under rubriken "Strid och kallelse till tjänst".